# Alebroides similis
Alebroides similis är en insektsart som beskrevs av Irena Dworakowska 1977. Alebroides similis ingår i släktet Alebroides och familjen dvärgstritar. Inga underarter finns listade i Catalogue of Life.